# Abejuela (Albacete)
Abejuela es una localidad y pedanía española perteneciente al municipio de Letur, en la provincia de Albacete, comunidad autónoma de Castilla-La Mancha. Está situada en la parte oriental de la comarca de la Sierra del Segura, al oeste de la cabecera municipal y cerca de los límites del municipio de Férez, atravesada por el arroyo de Abejuela. Es accesible por una pista local (AB-36) que sale de la carretera de Elche de la Sierra (CM-3217), a la altura del paraje de Las Cañadas.

## Demografía
En 2021 tenía una población de 35 personas (13 hombres y 22 mujeres) según los datos oficiales del INE.

## Historia
Fue fundada como pueblo de paso para los pastores que se adentraban en la sierra para ir a los cortijos, tinadas y corrales que había por los alrededores de la zona. Por otra parte, se empezó a formar la aldea gracias a un grupo de personas que se alojaban temporalmente ahí y enviaban a un perro llamado ''El perro Banderas'' con el que se transmitían los mensajes en carta entre los diferentes pueblos.

## Servicios
El pueblo tenía un colegio, ya cerrado debido a la ausencia de jóvenes, que fue reformado más tarde. También tiene un consultorio de salud, dependiente del centro de salud de Letur.

## Monumentos
Entre los monumentos históricos destaca la ermita de san Bartolomé. Esta es una sencilla ermita con nave central, techo con vigas de madera a dos aguas y una pequeña escalinata de entrada.

## Fiestas
Las fiestas se celebran el 24 de agosto (festividad del santo) y pueden durar 3 días dependiendo del dinero recaudado. Se hacen romerías dedicadas a san Bartolomé y a la Virgen María, en las que se venden unas pastas llamadas rollos para sufragar, en la medida de lo posible, parte de los festejos. Además, también se hace un encierro de vacas bravas y verbenas populares.

## Lugares de interés
En los alrededores hay importantes cotos de caza, y a unos 300 metros de la aldea, una vaquería la cual proporciona sus productos a la marca ''Cantero de Letur'' ubicado en Letur.

## Cartografía
- Hoja 867 a escala 1:50000 del IGN (enlace roto disponible en Internet Archive; véase el historial, la primera versión y la última)..